# Læremidler
|  | Dublet Denne artikel handler om det samme som Læremiddel. (Diskutér artiklen) |

Læremidler er en definition af alle brugbare resurser læreren eller underviseren bruger, som støtte til sin undervisning. Det kunne være en fagbog (matematikbog, kopiark) eller et it-program fx GeoGebra eller Wordmat.